# George Patton
George Smith Patton, Jr. (San Gabriel, California; 11 de noviembre de 1885-Heidelberg, Alemania; 21 de diciembre de 1945) fue un general del Ejército de los Estados Unidos durante la Segunda Guerra Mundial. En sus 36 años de carrera, fue de los primeros en abogar por los carros blindados, mandando importantes unidades de ellos en el norte de África, en la invasión de Sicilia y en el escenario europeo.
Pese a que muchos han visto a Patton como un guerrero puro y feroz, lo que le ganó el sobrenombre de General Sangre y Agallas («nuestra sangre y sus agallas», decían algunos soldados), la historia lo ha dejado con la imagen de un brillante, pero solitario líder militar salpicado por insubordinaciones, transgresiones y periodos de cierta inestabilidad emocional.

## Familia
Los Patton gozaban de un gran patrimonio familiar, lo que convertía a George Smith Patton, Jr. en uno de los militares más ricos de los Estados Unidos. Descendía de una larga tradición de militares que lucharon y a menudo murieron en muchos conflictos, incluyendo la Guerra de la Independencia y, en particular, el bando confederado de la guerra civil estadounidense (1861–1865). Sus abuelos paternos fueron el general de brigada George S. Patton (Fredericksburg, Virginia, 26 de junio de 1833-batalla de Opequon —la tercera batalla de Winchester—, 19 de septiembre de 1864) y Susan Thornton Glassell. El general de brigada sirvió en el 22.º Rgto. de Infantería de Virginia de los Estados Confederados de América durante la guerra civil.
Patton fue hijo de George Smith Patton (Charleston, Virginia —actual Virginia Occidental—, 30 de septiembre de 1856-Los Ángeles, California, junio de 1927) y Ruth Wilson. Su padre era un niño durante la guerra civil estadounidense. Se graduó en el Instituto Militar de Virginia en 1897 y más tarde inició una carrera como fiscal. Sirvió notablemente como fiscal del distrito de la ciudad de Pasadena, California, y fue el primer alcalde de San Marino, California. Se opuso firmemente al sufragio femenino, y fue amigo de John S. Mosby, héroe de la caballería de los Estados Confederados de América, que sirvió primero bajo las órdenes de J.E.B. Stuart y posteriormente como miembro de una guerrilla. Al parecer, fue su influencia lo que hizo que el joven Patton quisiera hacerse militar.

## Educación

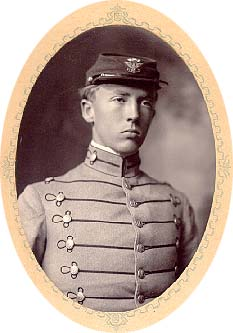
George S. Patton en el Instituto Militar de Virginia.

Patton estudió durante un año en el Instituto Militar de Virginia, para trasladarse posteriormente a West Point, donde se graduó en 1909.
Patton era un muchacho inteligente, que estudiaba con gran intensidad literatura clásica e historia militar, pero al parecer sufría de un caso no diagnosticado de dislexia, cuyas consecuencias le persiguieron durante toda la escolarización. Tardó mucho en aprender a leer y nunca llegó a deletrear correctamente. A causa de estas dificultades, tardó cinco años en licenciarse en West Point, aunque consiguió convertirse en adjunto del Cuerpo de Cadetes. Durante su estancia en West Point, Patton renovó su trato con su amiga de la infancia Beatrice Ayer, hija de un próspero industrial textil. Se casaron poco después de la graduación de Patton.
Tras graduarse en West Point, Patton participó en los Juegos Olímpicos de Estocolmo 1912, representando a los Estados Unidos en el primer pentatlón moderno. Patton finalizó el evento en quinto puesto. Iba en cabeza hasta la competición de tiro, en la que pareció fallar su segundo disparo. Patton afirmó que la segunda bala había pasado por el agujero hecho por la primera.

## Inicios de su carrera militar
Durante la campaña en la frontera de México de 1916, mientras estaba al servicio del 13.er Regimiento de Caballería en Texas, acompañó al entonces general de brigada John J. Pershing como ayudante durante la expedición punitiva en territorio mexicano en persecución de Pancho Villa. Durante esta misión, Patton, acompañado de diez soldados del 6.º Regimiento de infantería, acabó con la vida del capitán Julio Cárdenas, comandante de la guardia personal de Villa. El éxito de Patton le brindó cierta notoriedad en los Estados Unidos.

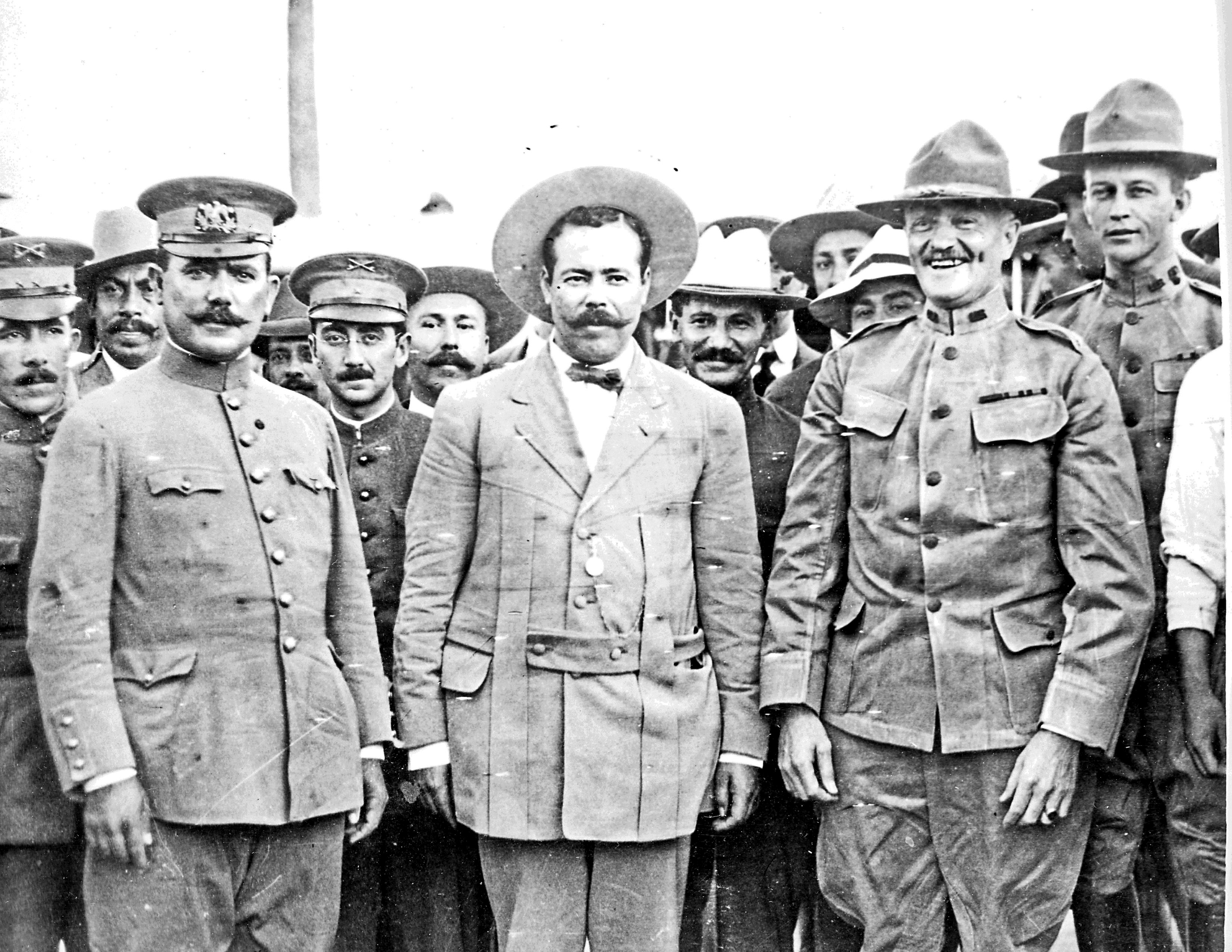
El general John J. Pershing reunido con los revolucionarios Francisco Villa y Álvaro Obregón; flanqueados por los generales Emilio Madero, Francisco R. Serrano y el joven George Patton.

## Primera Guerra Mundial

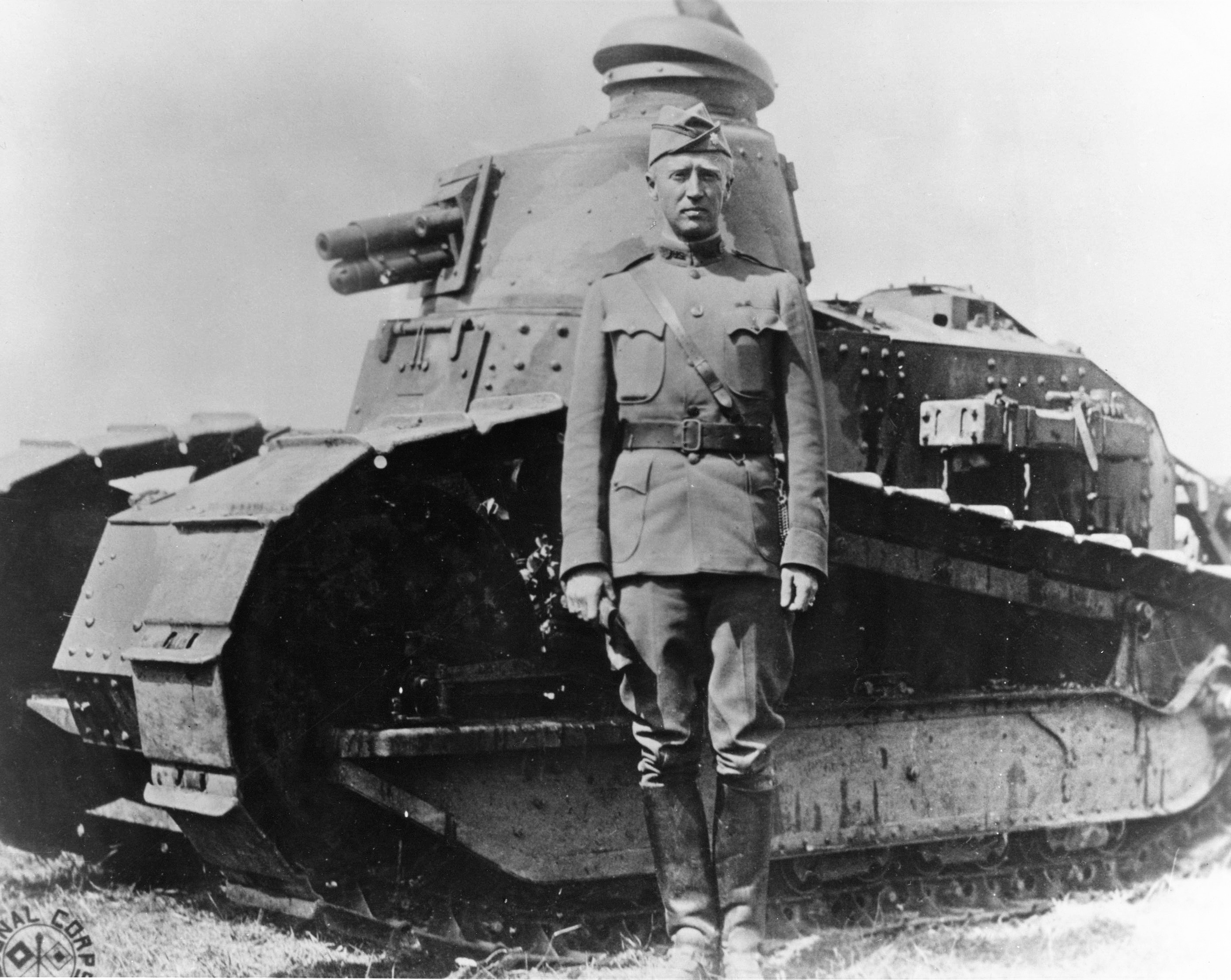
El Capitán Patton en 1918.

Al entrar los Estados Unidos en la Primera Guerra Mundial, el general Pershing ascendió a Patton a capitán. Estando en Francia, Patton solicitó que se le diera el mando de una unidad de combate, y Pershing le asignó el mando de una unidad del recién creado Tank Corps estadounidense. Por la organización de una escuela de entrenamiento para tanques estadounidenses en Langres (Francia), Patton fue ascendido dos veces hasta el rango de teniente coronel, y se le puso al mando del Tank Corps, que era parte de la "Fuerza Expedicionaria estadounidense". Tomó parte en la batalla de Saint-Mihiel en septiembre de 1918 y resultó herido por fuego de ametralladora mientras ayudaba a un tanque que estaba atascado en el barro. Mientras Patton se recuperaba de sus heridas, finalizaron las hostilidades.

## El período de entreguerras
Mientras estaba de servicio en Washington D. C. en 1919, Patton conoció y trabó gran amistad con Dwight D. Eisenhower, que desempeñaría un papel enorme en la futura carrera militar de Patton. A principios de los años 20, Patton solicitó al Congreso fondos apropiados para una fuerza blindada, pero no tuvo éxito. Patton escribió artículos profesionales sobre tanques y tácticas con vehículos blindados, sugiriendo nuevos métodos para usar estas armas. También continuó trabajando en la mejora de los carros de combate, con innovaciones en la comunicación por radio y en sus carrocerías. Pese a todo, y por el poco dinero invertido en innovaciones en tiempos de paz, Patton finalmente volvió al cuerpo de caballería (todavía una fuerza montada a caballo) para avanzar en su carrera.
En julio de 1932, Patton sirvió bajo las órdenes del general Douglas MacArthur, como mayor, para dispersar a los veteranos que protestaban en Washington D. C., conocidos como el "Bonus Army", un asunto político espinoso que no le menguó mayormente en la opinión pública. Es promovido a teniente coronel en marzo de 1934, posteriormente es transferido a Hawái a principios de 1935. Por sus servicios en las operaciones de Meuse-Argonne, Patton recibió el Corazón Púrpura, la Cruz por Servicio Distinguido, y fue ascendido a coronel en julio de 1938.
Patton sirvió en Hawái antes de volver a Washington para pedir una vez más al Congreso fondos para unidades blindadas. A finales de los años 30, se le asignó el mando de Fort Myer, en Virginia. Poco después de los ataques de la blitzkrieg alemana en Europa, Patton pudo convencer finalmente al Congreso de la necesidad de divisiones blindadas. Tras su aprobación, en octubre de 1940 Patton fue ascendido a general de brigada y nombrado comandante de la 2.ª Brigada Blindada. Esta brigada creció hasta convertirse en la 2.ª División Blindada, es nombrado su comandante  y en abril de 1941 es ascendido a general de división.

## Segunda Guerra Mundial
Durante los preparativos del ejército estadounidense previos a su entrada en la Segunda Guerra Mundial, Patton estableció el Centro de Entrenamiento en Desierto Indio, California. También mandó uno de los dos ejércitos de entrenamiento en las maniobras de Luisiana de 1941. Fort Benning, en Georgia, es famoso por la presencia del general Patton.

### Campaña del Norte de África

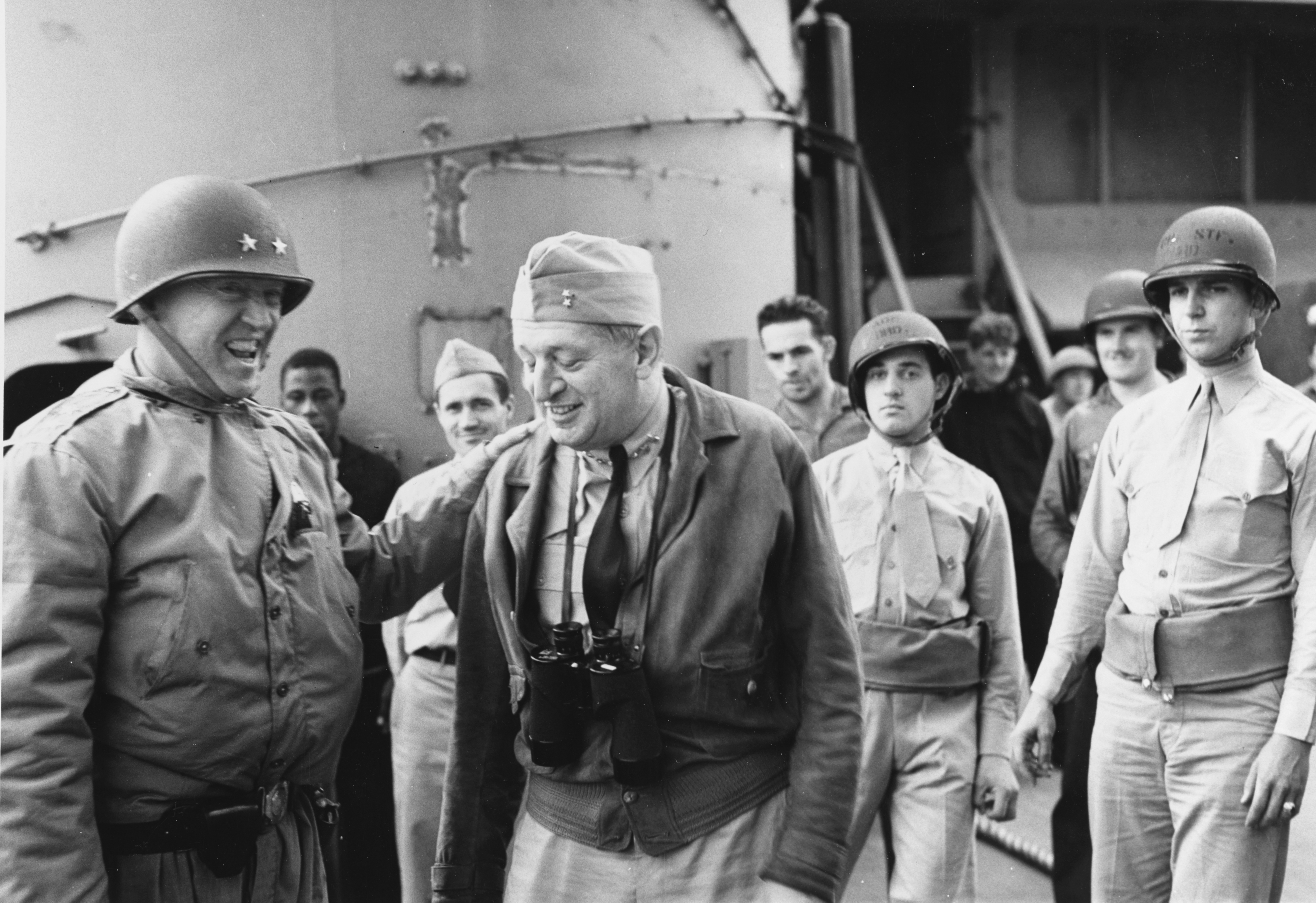
El general de división Patton al comienzo de la Campaña de África.

En 1942, el general de división Patton mandaba el I Cuerpo Blindado del ejército estadounidense, que atracó en la costa de Marruecos durante la Operación Torch. Patton y la unidad llegaron a Marruecos a bordo del crucero pesado USS Augusta (CA-31), que fue atacado por el barco francés Jean Bart al entrar en el puerto de Casablanca.
Tras la derrota del ejército estadounidense a manos del Afrika Korps alemán en la batalla del paso de Kasserine en 1943, Patton reemplaza al general de división  Lloyd Fredendall al mando del 2.º. Cuerpo del Ejército estadounidense y es ascendido a teniente general en marzo de 1943. Pese a ser duro en los entrenamientos, era considerado generalmente como un hombre justo y muy querido entre sus tropas. La disciplina dio sus frutos cuando, en marzo, la contraofensiva empujaba a los alemanes hacia el este mientras el VIII Ejército británico, mandado por Bernard Montgomery, los hacía retroceder hacia el oeste desde Egipto, expulsando con éxito a los alemanes del norte de África. Patton nunca congenió con Montgomery, a quien consideraba pusilánime ("pretende adaptar la realidad a sus planes, cuando lo que hay que hacer es adaptar los planes a la realidad"), y se estableció entre ellos una dura rivalidad por la fama y la conquista en los escenarios europeos.

### La campaña italiana

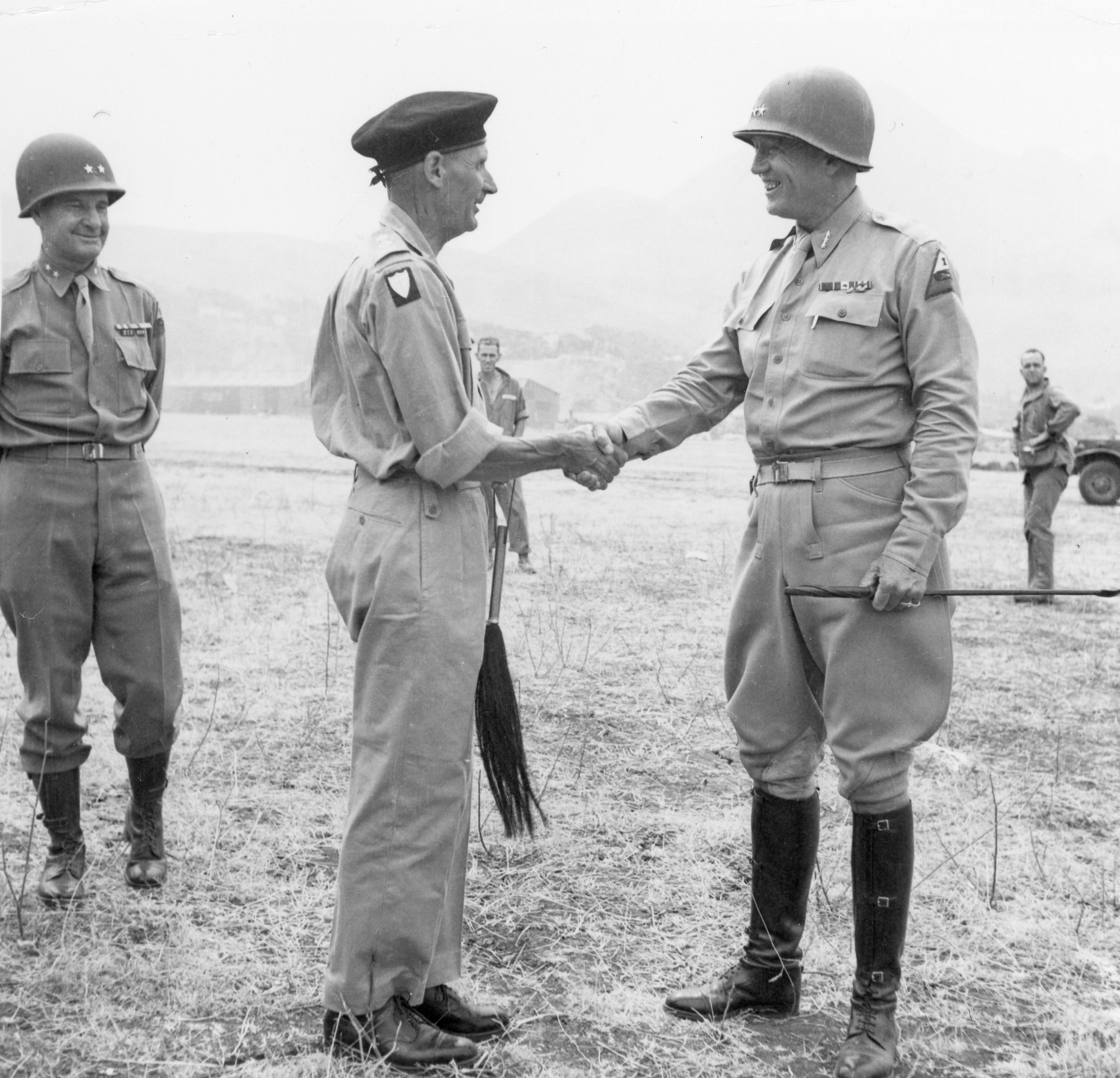
El general Patton saluda al general británico Bernard Montgomery (1943).

Como resultado de sus éxitos en el norte de África, a Patton le fue dado el mando del VII Ejército estadounidense que estaba preparándose para invadir Sicilia en 1943. Su labor era la de liberar la parte occidental de la isla mientras el VIII Ejército británico del general Montgomery debía liberar la oriental.
Decidido a impedir que su rival Montgomery se llevara la gloria, Patton avanzó rápidamente sobre el oeste siciliano, liberando Palermo para posteriormente tomar el este hasta Mesina, siempre por delante de Montgomery.
Los enardecidos discursos de Patton fueron sus principales enemigos por la relevancia y las consecuencias que generaban en el escenario bélico. Estos discursos dieron lugar a una gran controversia cuando se afirmó que uno de ellos inspiró la masacre de Biscari, en la que tropas estadounidenses asesinaron a sesenta y seis prisioneros de guerra. La carrera militar de Patton estuvo a punto de acabar en agosto de 1943 si no hubiese sido por la intervención del general Bradley, amigo de Patton, y su influencia en el también amigo suyo, Eisenhower. Patton además abofeteó a unos soldados que padecían de fatiga de combate y cuando los actos de Patton se hicieron públicos, muchas voces pidieron que dimitiera o la expulsión del ejército.
Patton fue relevado del mando del VII Ejército justo antes de las operaciones en la península itálica.
Sin embargo, pese a que Patton fue relevado temporalmente de su cargo, su prolongada estancia en Sicilia fue interpretada por los alemanes como un indicativo de una inmediata invasión del sur de Francia, y posteriormente, su estancia en El Cairo fue interpretada como la señal de una futura invasión a través de los Balcanes. El temor al general Patton ayudó a mantener ocupadas a muchas tropas alemanas, y sería un factor muy importante en los siguientes meses, gracias a que fue usado como señuelo por los Aliados.

### Normandía
En el período que desembocó en el desembarco de Normandía, Patton dio numerosos discursos como jefe del ficticio primer grupo militar estadounidense (FUSAG), que supuestamente pretendía invadir Francia a través de Calais. Esto formaba parte de una sofisticada campaña aliada de engaño militar, la Operación Fortitude: el FUSAG disponía de barracones vacíos y carros de combate y cañones inflables para engañar a los aviones de observación de la Luftwaffe y algunos locutores que emitían falsas comunicaciones de radio para que las captase el enemigo.
Un mes después de la invasión de Normandía, Patton fue puesto al mando del III Ejército de Estados Unidos, situado al oeste de las fuerzas aliadas de tierra. Guio a su ejército durante la Operación Cobra y se desplazó al sur y al este, ayudando a atrapar a cientos de miles de soldados alemanes en la bolsa de Chambois, cerca de Falaise. Patton usó tácticas propias de la Blitzkrieg contra los mismos alemanes, cubriendo 900 km en dos semanas. Las fuerzas de Patton liberaron gran parte del sur de Francia y envolvieron París, mientras el general francés Philippe Leclerc de Hauteclocque (Leclerc), contra el criterio de Patton y Eisenhower, ayudaba a los insurgentes que luchaban en el interior de la ciudad, hasta finalmente liberarla.

### Lorena
Sin embargo, la ofensiva de Patton se detuvo bruscamente el 31 de agosto de 1944, cuando sus tropas se quedaron sin combustible a las afueras de Metz (según el propio Patton fue una conspiración para favorecer a Montgomery). El tiempo necesario para conseguir el combustible fue suficiente para que los alemanes se hicieran fuertes en la fortaleza de Metz. Durante los meses de octubre y noviembre, el III Ejército estaba prácticamente en un punto muerto frente a los alemanes, infligiéndose mutuamente numerosas bajas. Pese a todo, el 23 de noviembre Metz se rindió a los estadounidenses, la primera vez que una ciudad se rendía desde la Guerra Franco-Prusiana.

### Ofensiva de las Ardenas

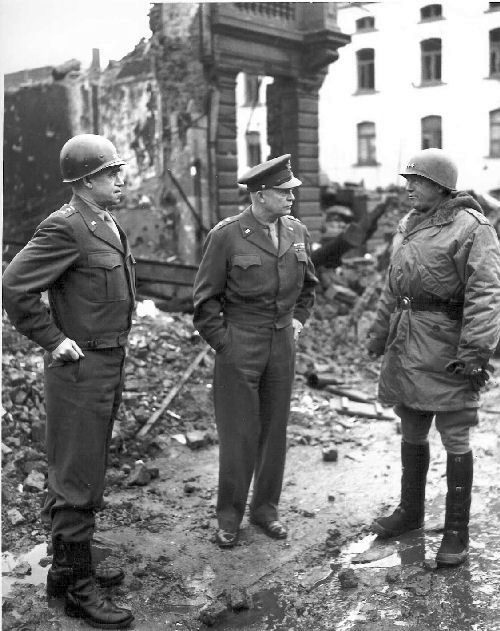
Bradley, Eisenhower y Patton.

A finales de 1944, el ejército alemán inició una ofensiva desesperada a través de Bélgica, Luxemburgo y el noreste de Francia. La ofensiva de las Ardenas fue la última gran ofensiva del ejército alemán en la Segunda Guerra Mundial. El 16 de diciembre de 1944, la Wehrmacht lanzó a 29 divisiones (en total unos 250 000 hombres) hacia un punto débil en las líneas aliadas y se dirigió de forma masiva hacia el río Mosa durante uno de los peores inviernos en Europa en muchos años.
Sin consultar antes con Eisenhower y el Alto Mando Aliado, Patton dirigió repentinamente al III Ejército hacia el norte (un considerable éxito táctico y logístico), desocupando el frente para aliviar a la rodeada y sitiada 101.ª División Aerotransportada, atrapada en Bastogne. Para muchos historiadores esta fue la más brillante maniobra de Patton en la guerra, al vencer las dificultades logísticas que supone girar el eje de avance de varios Cuerpos de ejército enteros. Cabe nombrar la condecoración que fue impuesta al coronel James O'Neill, reverendo de la unidad, por parte de Patton, del cual recibió el encargo de escribir una oración en la que pedía a Dios al menos 24 horas de condiciones atmosféricas propicias para el desarrollo de las operaciones aéreas de apoyo.
Para febrero, las tropas alemanas estaban nuevamente en retirada y Patton se desplazó hasta la cuenca del Sarre en Alemania. El 14 de abril de 1945 Patton fue ascendido a general, la promoción fue defendida por el secretario estado de los Estados Unidos Henry L. Stimson en reconocimiento a sus logros de batalla durante 1944. Patton, Bradley y Eisenhower recorrieron la mina de sal Merkers, así como el campo de concentración de Ohrdruf, viendo las condiciones del campo de primera mano causó en Patton un gran disgusto. El Tercer Ejército recibió la orden de marchar hacia Baviera y Checoslovaquia, anticipando una última batalla con las fuerzas alemanas allí presentes. Según los informes, se horrorizó de ver que el Ejército Rojo tendría a Berlín. Sintiendo a la Unión Soviética como una amenaza para el ejército de los EE. UU. Patton avanzó a Pilsen, pero fue detenido por Eisenhower, para que no llegara a Praga antes de Día de la victoria el 8 de mayo, que supuso el fin de la guerra en Europa. Patton planeaba tomar Praga, pero el mando aliado decidió detener el avance estadounidense. Sin embargo, sus tropas liberaron Pilsen (6 de mayo de 1945) y la mayor parte del oeste de Bohemia, en la que fue una de las últimas acciones bélicas de Patton.
Durante una de las celebraciones a raíz de la victoria con oficialidad rusa, Patton hizo un encendido discurso de velado carácter anticomunista, lo que tuvo como consecuencia, si no directamente, el comienzo de la guerra fría con los rusos, sus aliados en la II Guerra Mundial.  Patton fue relevado discretamente del escenario político.

### Tras la rendición alemana

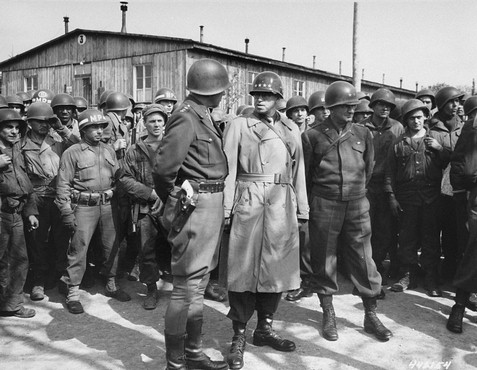
Patton con el general Omar Bradley en el Campo Ohrdruf (1945).

Tras la victoria en Europa, Patton se sintió decepcionado ante la negativa del ejército de darle otro mando de combate en el Pacífico. Descontento con su papel como gobernador militar de Baviera y deprimido por su convicción de que nunca volvería a participar en una guerra, el comportamiento de Patton se volvió cada vez más errático.
Carlo D'Este, en Patton: Un Genio para la Guerra, afirma que “parece prácticamente inevitable… que Patton experimentara algún tipo de daño cerebral tras tantas heridas en la cabeza” por una vida llena de accidentes relacionados con caballos o vehículos, especialmente uno sufrido jugando al polo en 1936.
Sea cual fuera la causa, Patton volvió a encontrarse con problemas frente a sus superiores y a la población estadounidense cuando, hablando a un grupo de reporteros, comparó a los nazis con los perdedores de las elecciones estadounidenses. Patton fue relevado pronto del mando del III Ejército y transferido al XV Ejército, una unidad de oficina que preparaba una historia de la guerra.
Patton también llegaría a afirmar que Estados Unidos luchó contra el enemigo equivocado en la guerra.
Triste y planteándose abandonar el ejército, el general Patton asumió el XV Ejército en octubre de 1945. Pero el 9 de diciembre de 1945 sufrió gravísimas lesiones en un extraño accidente de coche. El General Patton iba en un Cadillac militar; un coche robusto, verde y con una estrella blanca en la puerta. Se dirigía a Bad Nauheim. Desde este punto pensaba marchar a Mannheim con el propósito de realizar una partida de caza. Tras detenerse en un paso a nivel, el coche se incorporó a una carretera de doble sentido. No se puede decir que fuera rápido. Como mucho, unos 35 kilómetros por hora. Quizá por eso, el conductor no se preocupó cuando observó que un camión del Ejército avanzaba hacia ellos en dirección contraria. Pero la mala fortuna quiso que, en el último momento, este vehículo de considerables dimensiones girara a la izquierda y se estampara de lleno contra el Cadillac. Muchas conjeturas surgieron como consecuencia de este extraño accidente Falleció el 21 de diciembre de 1945 en Heidelberg siendo enterrado con honores en el cementerio de guerra estadounidense de Hamm, en Luxemburgo.
Patton fue sin duda uno de los grandes genios militares de los EE. UU, así como uno de los más controvertidos por sus palabras. El historiador mexicano Paco Ignacio Taibo II (quien ha investigado a fondo sobre Pancho Villa) ha cuestionado la imagen de Patton sobre su participación en el asesinato del revolucionario mexicano Julio Cárdenas. Muchos de sus dichos, sobre todo en contra del comunismo, condicionaron acciones y respuestas indeseadas de parte de la Unión Soviética.[cita requerida]

## Personalidad

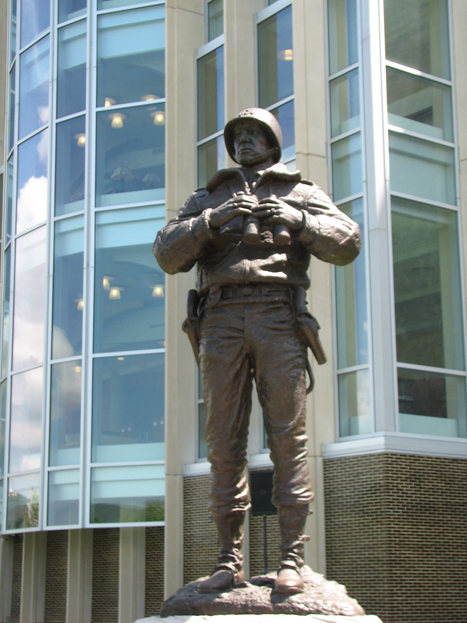
Monumento al general Patton Jr. en la Academia militar de West Point.

Fue un militar considerado un genio en tácticas y  fue el soldado aliado al que más temieron los alemanes; no obstante, su fuerte personalidad unida a sonados desatinos empáticos lo hicieron perder su meta de ser considerado como el militar más admirado de los Estados Unidos.
Se forjó una personalidad endurecida en el rigor castrense, carismática, arriesgada, voluntariosa y valiente; su mayor enemigo fue su propia volatilidad anímica y la falta de tacto en sus relaciones interpersonales.
Desde niño sufrió de dislexia lo que lo condujo a desarrollar sus aptitudes físicas en vez de las académicas, cultivó la construcción de una imagen ideal del soldado estadounidense forjado en el rigor castrense, cultivaba además el ego propio buscando permanentemente el reconocimiento personal, desarrollando la valentía y el coraje,  la competitividad y la superación personal, llegó a ser quinto en los Juegos Olímpicos de Estocolmo 1912 en pentatlón y además fue muy buen tirador de pistola y sobresalió en natación.
Al igual que muchos otros miembros de su familia, tenía creencias religiosas complejas y a menudo afirmaba haber tenido visiones vívidas de sus ancestros. Creía firmemente en la reencarnación y muchas pruebas anecdóticas indican que creía ser la reencarnación del hábil general cartaginés Aníbal, o bien, de un legionario romano, de un comandante de campo de Napoleón y otras figuras militares históricas.
Durante las acciones de guerra, Patton trataba de infundir en sus soldados el respeto y culto de su figura por el temor y buscaba que le idolatraran de forma permanente. Odiaba al soldado cobarde y se mostraba muy complaciente con aquellos que se destacaban en acción. En una ocasión hizo liberar a un aviador del ejército, Charles Carpenter apodado como Bazooka Charlie que iba a ser pasado por consejo de guerra por haber realizado fuego amigo por error, ese aviador había destruido con su avioneta Piper Cub, 6 tanques alemanes.
Eisenhower, consciente de las fortalezas y debilidades de Patton, colocó a su lado al general Omar Bradley, cuya serenidad, aplomo, honestidad y criterio, sumados a sus habilidades tácticas, debían completar las fortalezas de Patton; a la larga, fue Bradley quien se transformó en su alter ego y pasó de subordinado a jefe directo de Patton; con todo, entre ambos militares de personalidades tan diametralmente opuestas se estableció un auténtico lazo de amistad y respeto mutuo. Este punto llegará a ser desmentido por biógrafos posteriores, los cuales afirman que el general Omar Bradley nunca aceptó de buen grado a Patton, como demuestran muchos testimonios de los soldados del Tercer Ejército, los cuales veían a Bradley como alguien altivo, despectivo y distante.
Ambos generales nunca llegaron a tener una amistad. Prueba de ello es el film Patton, del que Omar Bradley fue asesor y en el cual se muestra al General Patton como un personaje histriónico, mientras que el propio Bradley se muestra a sí mismo con una visión totalmente irreal de la que tenían sus propios hombres de él.
Odiaba las bromas de mal gusto, carecía del sentido del humor que destacaba a Eisenhower y era particularmente mordaz, por lo que cuando se arriesgaba a decir algo en tono jocoso o irónico, el efecto que conseguía era contrario, provocando antipatía.
Patton exhibió en ciertas ocasiones rasgos racistas al desestimar la capacidad de combate de los soldados afroestadounidenses que tuvo bajo su mando.
Mientras visitaba hospitales en Italia y alababa a los soldados heridos, abofeteó y humilló verbalmente a los soldados Paul G. Bennet y Charles H. Kuhl, convencido de que estaban exhibiendo un comportamiento cobarde. Los soldados padecían diferentes formas de fatiga de combate y no tenían heridas visibles (aunque posteriormente se descubrió que uno de ellos sufría de disentería). A causa de esta acción, Patton fue alejado de la opinión pública durante algún tiempo y se le ordenó secretamente que se disculpara ante los soldados.
Irónicamente, muchos psiquiatras modernos que han examinado estos incidentes aseguran que el mismo Patton podría haber sufrido de fatiga de combate. No obstante, los soldados, a pesar de que lo detestaban por la estricta aplicación de la disciplina militar, preferían estar bajo su mando que bajo otro, pues lo consideraban su mejor opción de salir vivos del escenario bélico. Terminada la guerra en Europa, pidió el traslado al Frente del Pacífico ya que sabía que su personalidad se exaltaba con el escenario bélico. Sus destinos en cargos más bien honoríficos le causaron un notable desánimo.

## Historial de servicios

### Fechas de ascenso
Historial de ascensos del general Patton:
|  | Teniente Segundo, del Ejército Regular: 11 de junio de 1909                  |
|  | Teniente Primero, del Ejército Regular: 23 de mayo de 1916                   |
|  | Capitán, del Ejército Regular: 15 de mayo de 1917                            |
|  | Mayor de la Guardia Nacional de los Estados Unidos: 26 de enero de 1918      |
|  | Teniente coronel de la Guardia Nacional de los Estados Unidos: marzo de 1934 |
|  | Coronel de la Guardia Nacional de los Estados Unidos: julio de 1938          |
|  | Brigadier General, del Ejército de los Estados Unidos: 2 de octubre de 1940  |
|  | Mayor General, del Ejército de los Estados Unidos: 4 de abril de 1941        |
|  | Teniente General, del Ejército de los Estados Unidos: 12 de marzo de 1943    |
|  | General del Ejército de los Estados Unidos: 14 de abril de 1945              |

### Premios y condecoraciones
En el momento de la muerte del General Patton, estaba autorizado a lucir los siguientes premios y condecoraciones:

#### Condecoraciones de los Estados Unidos

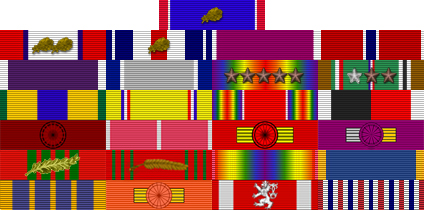
Cintas del General Patton, tal como serían hoy en día.

| Bronze oak leaf cluster                           | Cruz por Servicio Distinguido |
| Bronze oak leaf cluster · Bronze oak leaf cluster | Medalla por Servicio Distinguido del Ejército |
| Bronze oak leaf cluster                           | Estrella de Plata |
|                                                   | Legión al Mérito |
|                                                   | Estrella de Bronce |
|                                                   | Corazón Púrpura |
|                                                   | Medalla de Plata por Salvar Vidas |
|                                                   | Medalla al Servicio Mexicano |
| Silver star                                       | Medalla de la Victoria en la Primera Guerra Mundial con cinco estrellas de campaña |
|                                                   | Medalla al Servicio de Defensa Estadounidense |
|                                                   | Medalla de la Campaña Americana |
| Silver star · Bronze star · Bronze star           | Medalla de la Campaña Europea-Africana-Medio Oriente |
|                                                   | Medalla de Victoria Segunda Guerra Mundial |
|                                                   | En 1955, el ejército estadounidense condecoró póstumamente al general Patton con la Medalla del Ejército de Ocupación por su servicio como primer comandante de ocupación en Baviera. |

#### Condecoraciones extranjeras
|  | Caballero comendador de la Orden del Imperio Británico  |
|  | Compañero de la Orden del Baño                          |
|  | Orden belga de Leopoldo                                 |
|  | Cruz de Guerra belga                                    |
|  | Comendador de la Legión de Honor                        |
|  | Cruz de Guerra francesa                                 |
|  | Cruz de Guerra de Luxemburgo                            |
|  | Gran Cruz de Luxemburgo de la Orden de Adolfo de Nassau |
|  | Gran Cruz de Ouissam Alauite del Marruecos francés      |
|  | Orden del León Blanco de Checoslovaquia                 |
|  | Cruz de la Guerra de Checoslovaquia (1939 - 1945)       |